# Berula
Berula je biljni rod iz porodice štitarki čijih je šest priznatih vrsta rašireno po velikim dijelovima Afrike, gotovo cijele Europe, dijelovima Sjeverne Amerike i zapadnim predjelima Azije.
Rod je opisan 1826.

## Vrste
Rod ima 6 vrsta
1. Berula bracteata (Roxb.) Spalik & S.R.Downie
2. Berula burchellii (Hook.f.) Spalik & S.R.Downie
3. Berula erecta (Huds.) Coville
4. Berula imbricata (Schinz) Spalik & S.R.Downie
5. Berula repanda (Welw. ex Hiern) Spalik & S.R.Downie
6. Berula thunbergii (DC.) H.Wolff

## Sinonimi
- Afrocarum Rauschert
- Baumiella H.Wolff
- Berla Bubani
- Siella Pimenov